# Mathieu Delabassée
Mathieu de la Bassée, dit Delabassée , né à Saint-Fargeau le 20 février 1764 et mort à Paris le 25 août 1830, est un général français de la Révolution et de l’Empire. Il est inhumé à Villecresnes (Val de Marne)

## Biographie
Il est le frère du chevalier de l'Empire Frédéric Jean de La Bassée (1761-1832), sous-lieutenant au régiment de Vermandois (1778), capitaine (1791), chef d’escadron de cuirassiers (1801).

## État de service
- Général de brigade (9 septembre 1803)

## Distinctions
- Baron de l'Empire par décret impérial et lettres patentes du 20 août 1809. Il porte D’azur au chevron d’argent, accompagné de trois têtes de loup du même, 2 et 1 ; au canton des Barons militaires de l'Empire brochant.[1],[2]
- Chevalier de la Légion d'honneur (20 frimaire an XII : 11 décembre 1803)
- Commandant de la Légion d'honneur (26 prairial an XII : 14 juin 1804
- Chevalier de Saint-Louis le 8 juillet 1814,